# 1618

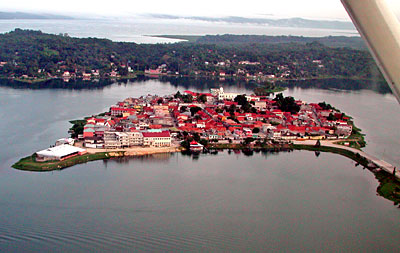
De stad Flores (Guatemala) gelegen op de plek waar Tayasal lag

Het jaar 1618 is het 18e jaar in de 17e eeuw volgens de christelijke jaartelling.

## Gebeurtenissen
februari
- 20 - Maurits van Nassau erft bij het overlijden van zijn oudere halfbroer Filips Willem de titel prins van Oranje. Dit komt hem goed van pas in zijn machtsstrijd met Johan van Oldenbarnevelt.

maart
- 7 - De Amsterdamse onderwijzer Willem Bartjens wordt door de magistraat van Zwolle aangesteld als meester van de Franse school, 'om kinderen te leren die francoyse spraecke, voorts lesen, schryven, reeckenen en boekholden, mitsgaders dat ook zyn huysvrouwe den jongen dochteren leren sal allerley hantwerken, van neyen, speltwercken en anders daertoe behoorende'.

mei
- 23 - Tweede Praagse Defenestratie: Enkele raadslieden van keizer Ferdinand II worden uit het Koningspaleis in de Praagse burcht gegooid, deze keer door een honderdtal protestantse edelen. De functionarissen overleven de val, maar dit incident is de aanleiding tot de Dertigjarige Oorlog.
- 25 - Ontdekking van een samenzwering tegen de Republiek Venetië. Driehonderd mannen worden verdronken.
- 28 - Gouverneur-Generaal Jan Pietersz. Coen keert terug op Java en bemerkt dat zijn garnizoenscommandant Pieter van den Broecke wordt gegijzeld door de Soesoehoenan. Hierna volgt de slag om Jacatra. Aan Nederlandse kant sneuvelt maar een man.
- mei - De natuurkundige Johannes Kepler ontdekt zijn derde wet.

juni
- 14 - De eerste krant verschijnt in de Nederlanden onder de naam "Courante uyt Italien ende Duytschlandt". Hij bevat nieuws over handel en oorlog, maar ook over natuurrampen. Samensteller is Casper van Hilten, die in dienst staat van prins Maurits.
- 25 - Zeeslag Nederland-Spanje in de Middellandse Zee.

juli
- 9 - leegstaande kloosterkerk in Den Haag gekraakt door contra-remonstranten.
- 23 - Maurits bezoekt met groot gevolg de bezette kloosterkerk.

augustus
- 6 - Johan van Oldenbarnevelt wordt op het Binnenhof in Den Haag gearresteerd.
- 29 - Van Oldenbarnevelts medestanders Hugo de Groot en Hogerbeets gevangengenomen.

september
- 28 - Met goedkeuring van de aartshertogen Isabella & Albert opent Wenceslas Cobergher in de Brusselse Lombardstraat de Berg van Barmhartigheid, waar minvermogenden tegen billijke voorwaarden geld kunnen lenen. Er zullen nog tientallen vestigingen in andere steden volgen.

oktober
- 29 - Op verzoek van Spanje wordt in Londen Walter Raleigh onthoofd.

november
- 13 - Synode van Dordrecht. Doel van de Synode is een uitspraak in het geschil tussen de remonstranten en contra-remonstranten.

zonder datum
- De Spanjaarden sturen tevergeefs een expeditie naar de Itza - Maya van Tayasal.
- De dukaton wordt ingevoerd in de Spaanse Nederlanden en heeft een waarde van 60 stuivers.

## Beeldende kunst

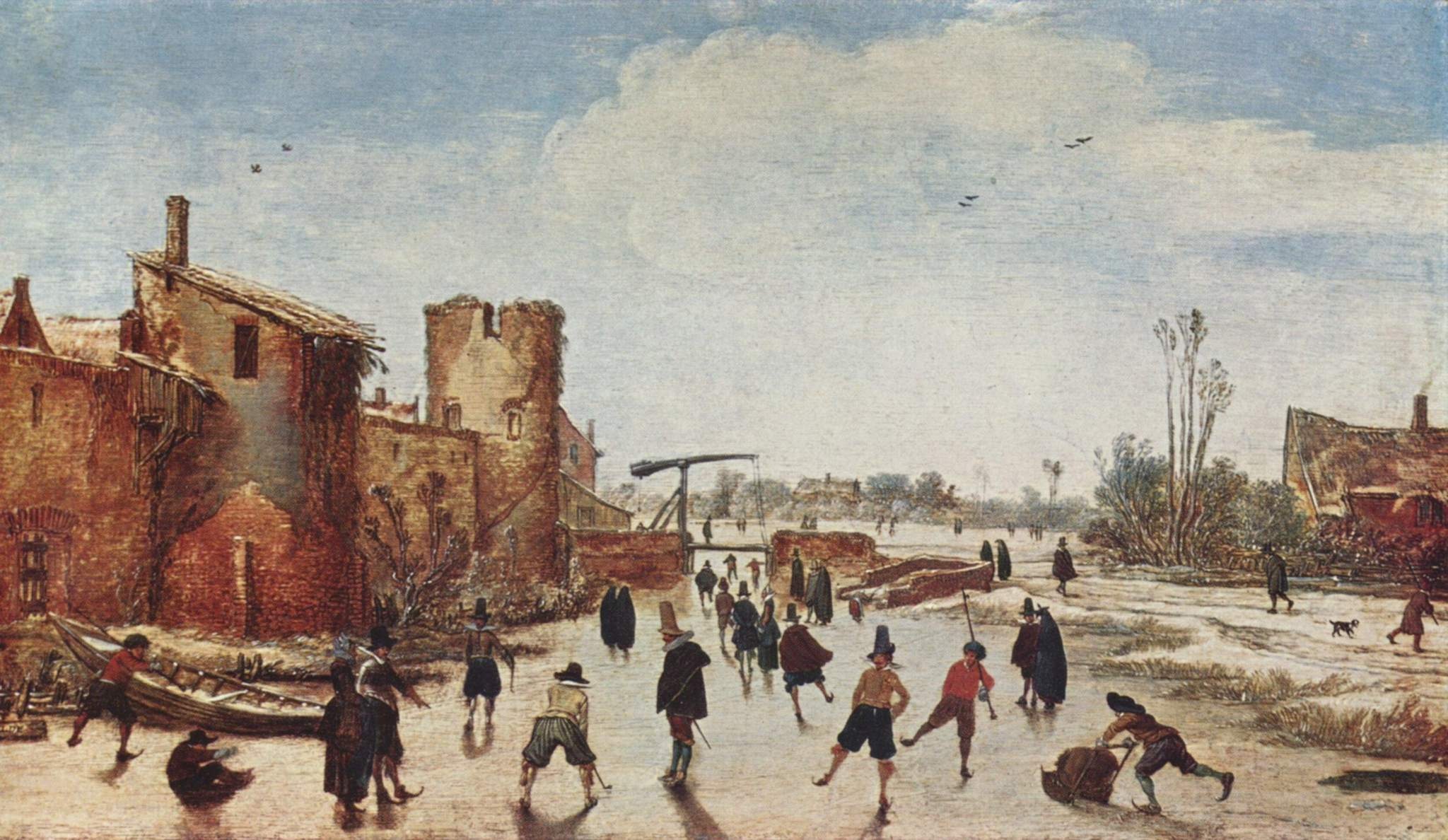
IJspret (1618) Esaias van de Velde, Alte Pinakothek

## Bouwkunst

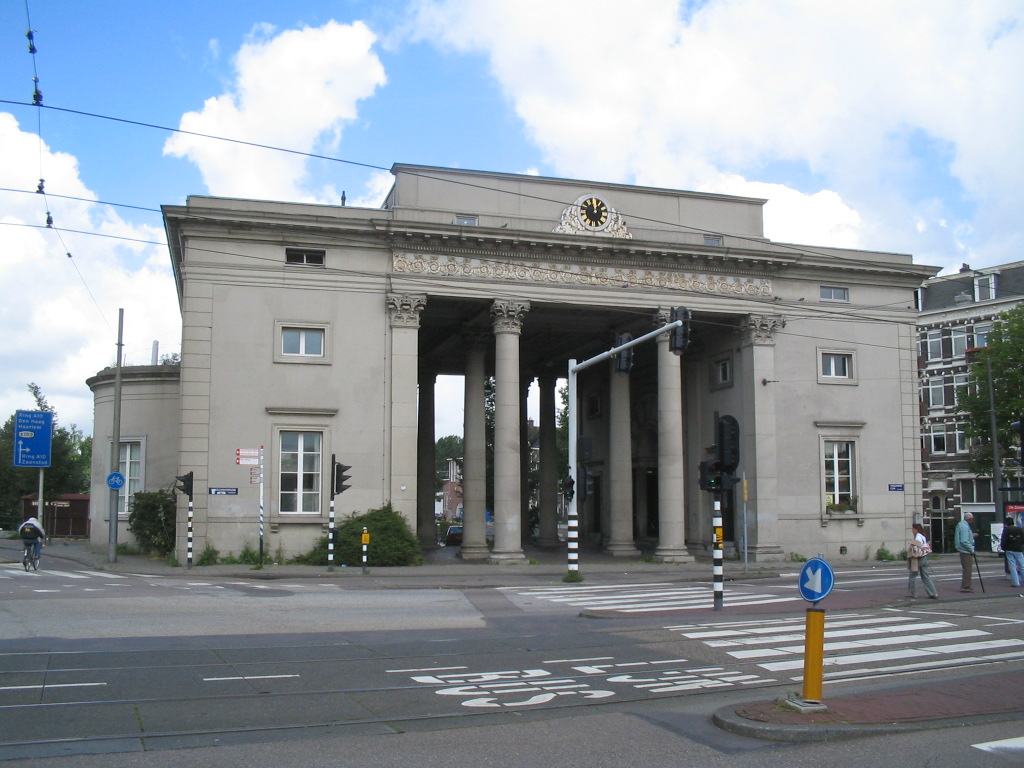
Haarlemmerpoort (Amsterdam) (1618) Hendrick de Keyser

## Geboren
januari
- 1 - Bartolomé Murillo, Spaans kunstschilder (overleden 1682)

juli
- 22 - Joan Nieuhof, Nederlands wereldreiziger (overleden 1672)

november
- 18 - Johan Ernst van Nassau-Siegen, Duits scheepsofficier bij de WIC (overleden 1639)

## Overleden
februari
- 20 - Filips Willem van Oranje (63), prins van Oranje en heer van Diest, oudste zoon van Willem van Oranje.

augustus
- 23 - Bredero (33), Nederlands toneelschrijver.

september
- 28 - Gilles van Leedenberch (68), raadspensionaris van de Staten van Utrecht

december
- 10 - Giulio Caccini (73), Italiaans componist.

datum onbekend
- Dom Pedro de Christo (73), Portugees componist.
- Willem Jansz. van Loon (ca. 81), medeoprichter VOC